# A Night in Sickbay
A Night in Sickbay is de vijfde aflevering van het tweede seizoen van de Amerikaanse sciencefictiontelevisieserie Star Trek: Enterprise. Het is de 30e aflevering van de serie, voor het eerst uitgezonden in 2002.

## Verhaal
Omdat de USS Enterprise een onderdeel van nodig heeft om in Warp te kunnen blijven vliegen, moeten ze bij het vreemde en uiterst op etiquette gebaseerde ras, genaamd de Kreetassanen langs, in de hoop dat ze het onderdeel krijgen. Bij een van de bezoeken van een aantal bemanningsleden aan de planeet, urineert de hond van kapitein Jonathan Archer tegen een boom, hetgeen de Kreetassanen flink beledigd. Omdat de hond, Porthos, ziek terug is gekomen van de planeet, heeft hij slechts weinig aandacht voor de Kreetassanen meer, die eisen dat hij zijn excuses aanbiedt, maar des te meer voor het welzijn van zijn hond.
Omdat hij 's nachts de slaap niet kan vatten, besluit Archer naar de ziekenboeg te gaan en daar te slapen. Daar blijkt dat dokter Phlox slechts enkele uren slaap per nacht nodig heeft en allerlei bezigheden heeft, waardoor Archer niet kan slapen. Terwijl ze beiden proberen een ontsnapt dier van Phlox te vangen, hebben ze een gesprek over of Archer al dan niet zou vallen op overste T'Pol. Archer zegt dat het niet het geval is, al verspreekt hij zich later wel twee keer als T'Pol langskomt, waardoor gewone zinnen plotseling seksueel getint worden.

Even later moet een gevaarlijke operatie op Porthos worden uitgevoerd. Uiteindelijk redt de hond het ternauwernood. Ondertussen heeft T'Pol uitgezocht hoe Archer zijn excuses aan moet bieden. Als hij dat doet, door middel van een lang en vernederend ritueel waarbij hij allerlei moeilijke teksten uit moet spreken en blokken hout in een patroon moet leggen, krijgt de Enterprise het onderdeel waar ze op hadden gewacht.

## Achtergrondinformatie
- Deze aflevering is genomineerd voor een Hugo Award in de categorie "Best Dramatic Presentation, Short Form" (Beste dramapresentatie, korte versie).

## Acteurs

### Hoofdrollen
- Scott Bakula als kapitein Jonathan Archer
- John Billingsley als dokter Phlox
- Jolene Blalock als overste T'Pol
- Dominic Keating als luitenant Malcolm Reed
- Anthony Montgomery als vaandrig Travis Mayweather
- Linda Park als vaandrig Hoshi Sato
- Connor Trinneer als overste Charles "Trip" Tucker III

### Bijrollen

#### Bijrollen met vermelding in de aftiteling
- Vaughn Armstrong als Kreetassaanse kapitein

#### Bijrollen zonder vermelding in de aftiteling
- Adam Anello als een bemanningslid van de Enterprise
- Evan English als bemanningslid Tanner
- Aldric Horton als een bemanningslid van de Enterprise
- Marlene Mogavero als een bemanningslid van de Enterprise
- Mark Watson als een bemanningslid van de Enterprise